# Potameia salicifolia
Potameia salicifolia är en lagerväxtart som beskrevs av André Joseph Guillaume Henri Kostermans. Potameia salicifolia ingår i släktet Potameia och familjen lagerväxter. Inga underarter finns listade i Catalogue of Life.